# Äkta kolaträd
Äkta kolaträd (Cola nitida) är en trädart i släktet malvaväxter som först beskrevs av Étienne Pierre Ventenat, och fick sitt nu gällande namn av Heinrich Wilhelm Schott och Endl.. Cola nitida ingår i släktet Cola och familjen malvaväxter. Inga underarter finns listade i Catalogue of Life.

## Bildgalleri

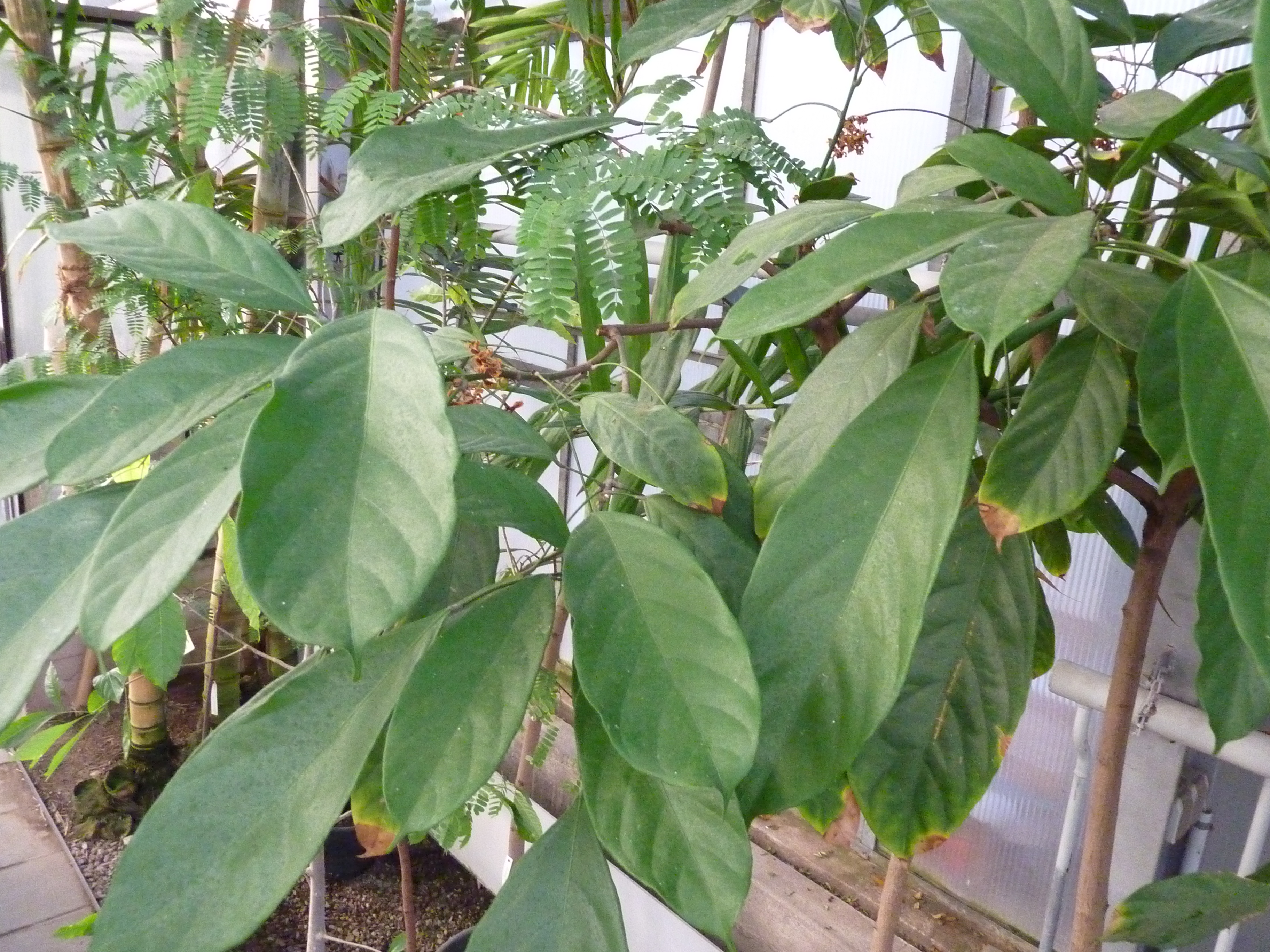
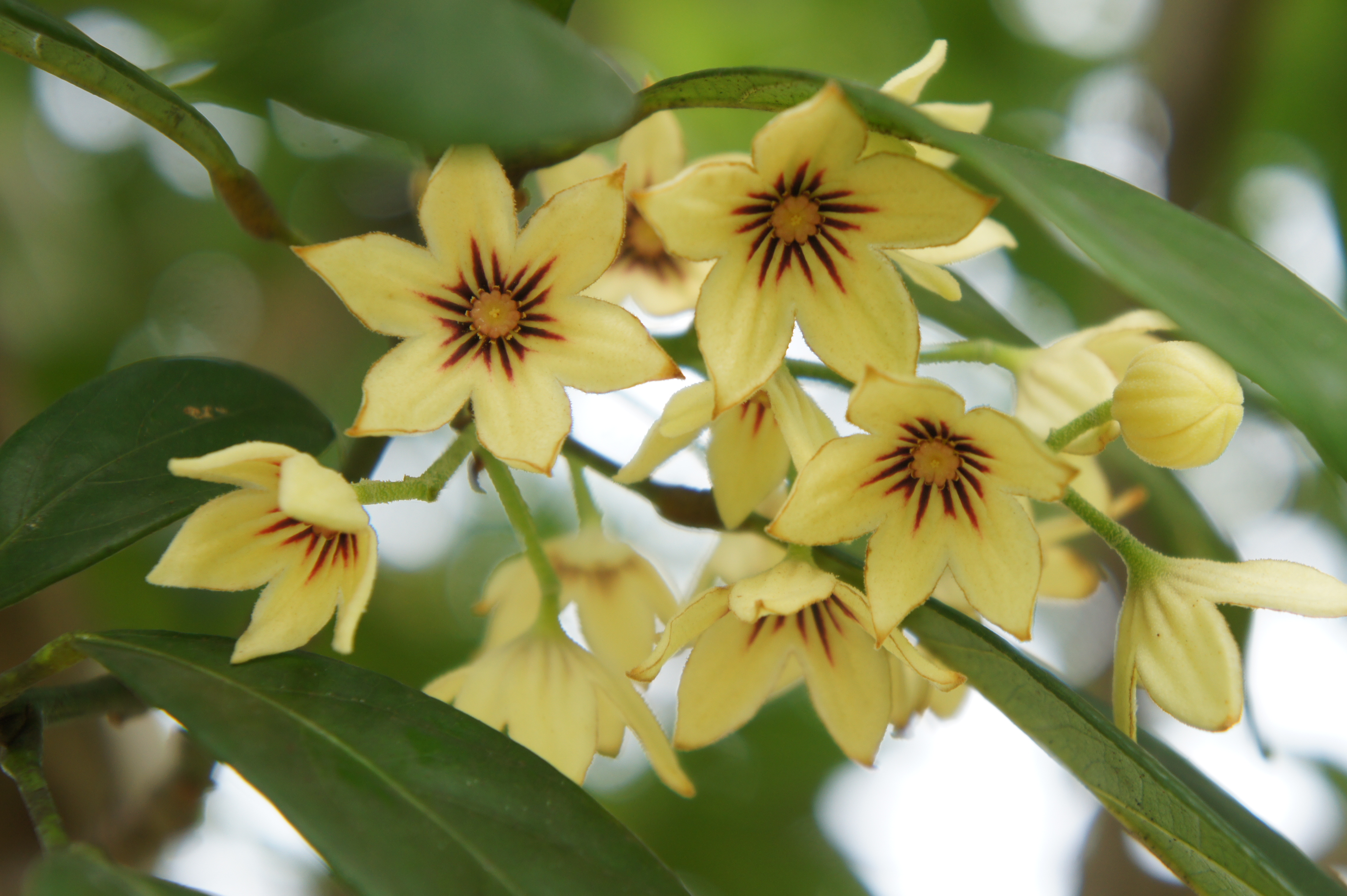
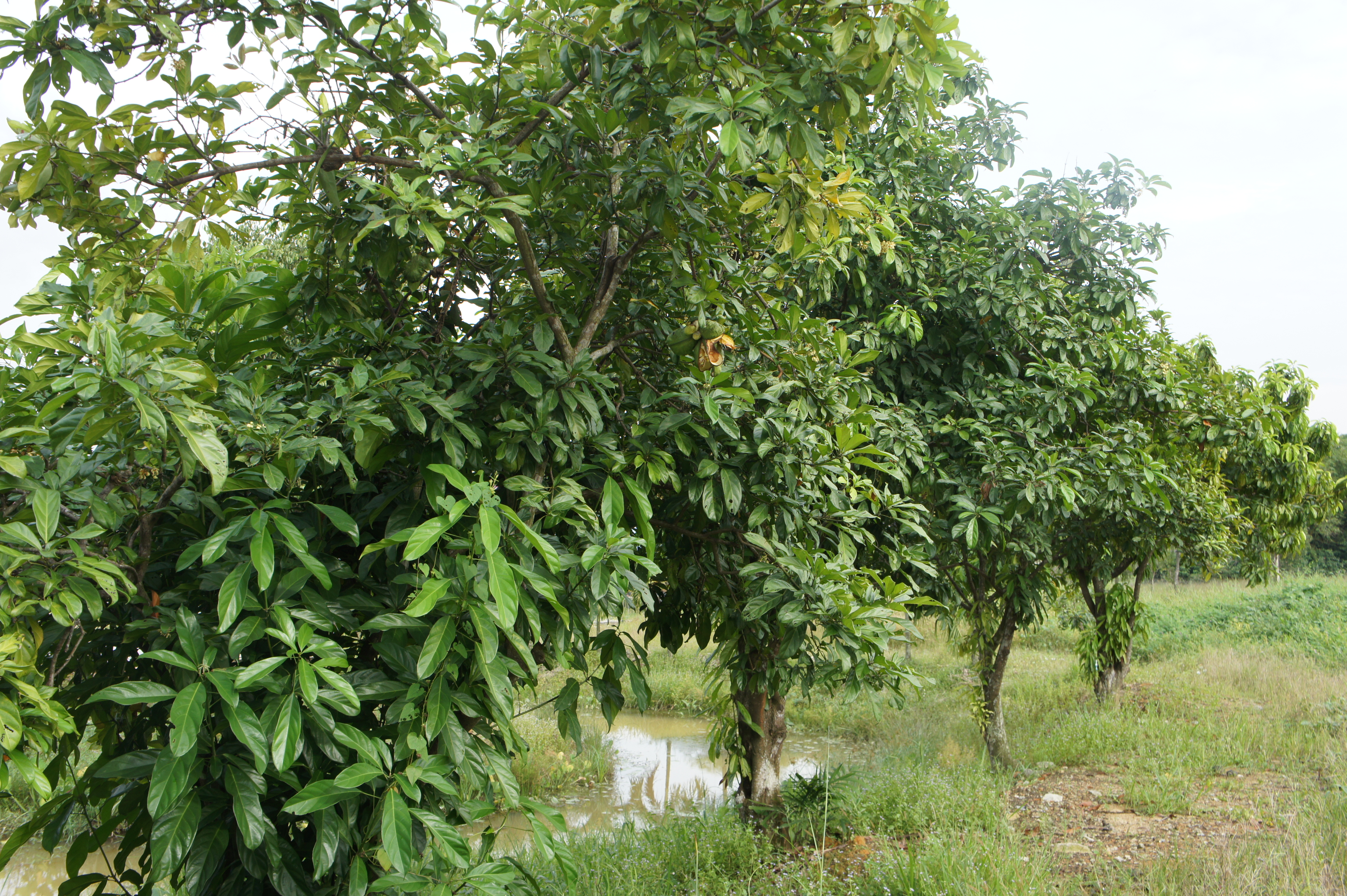
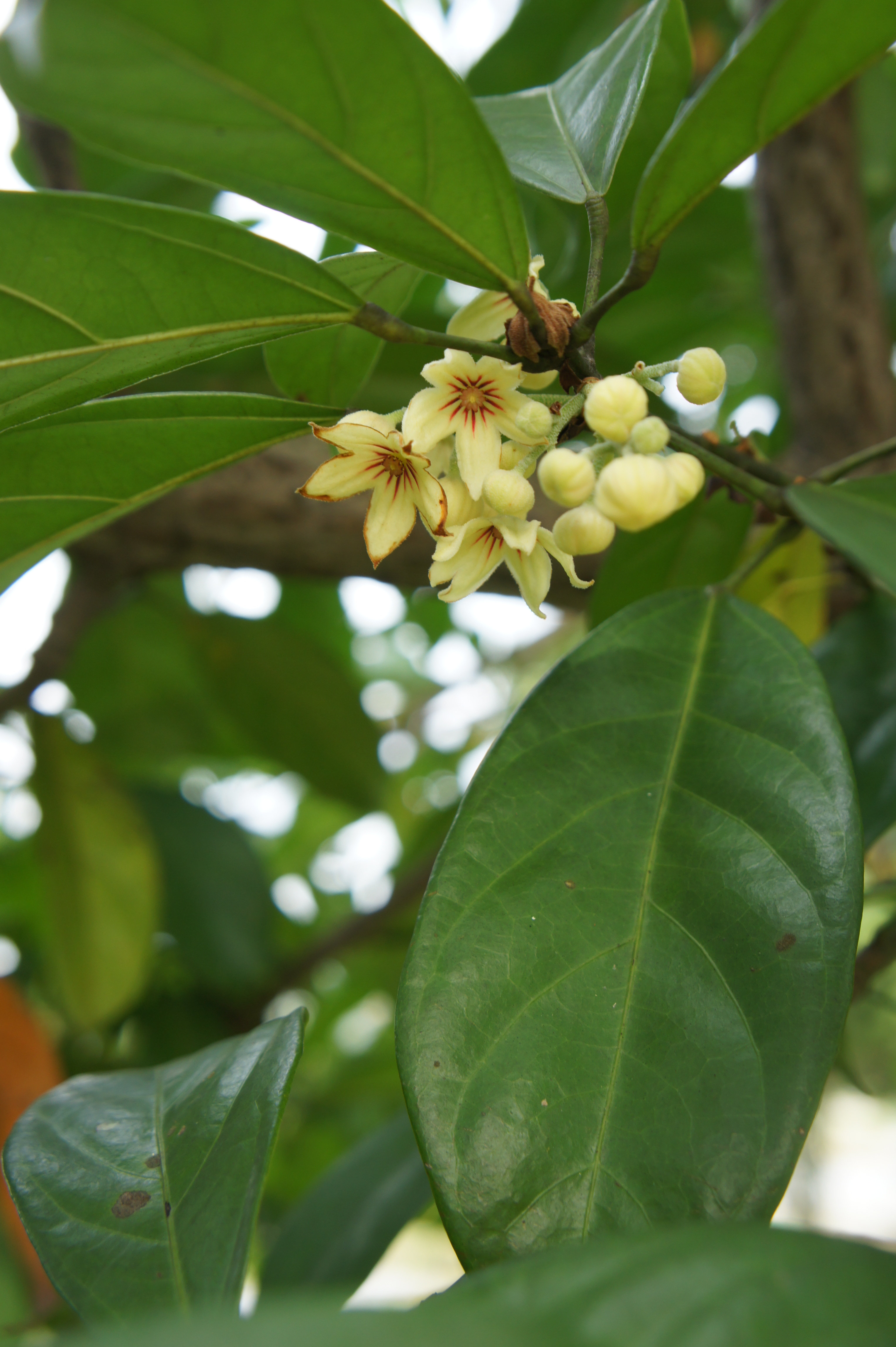
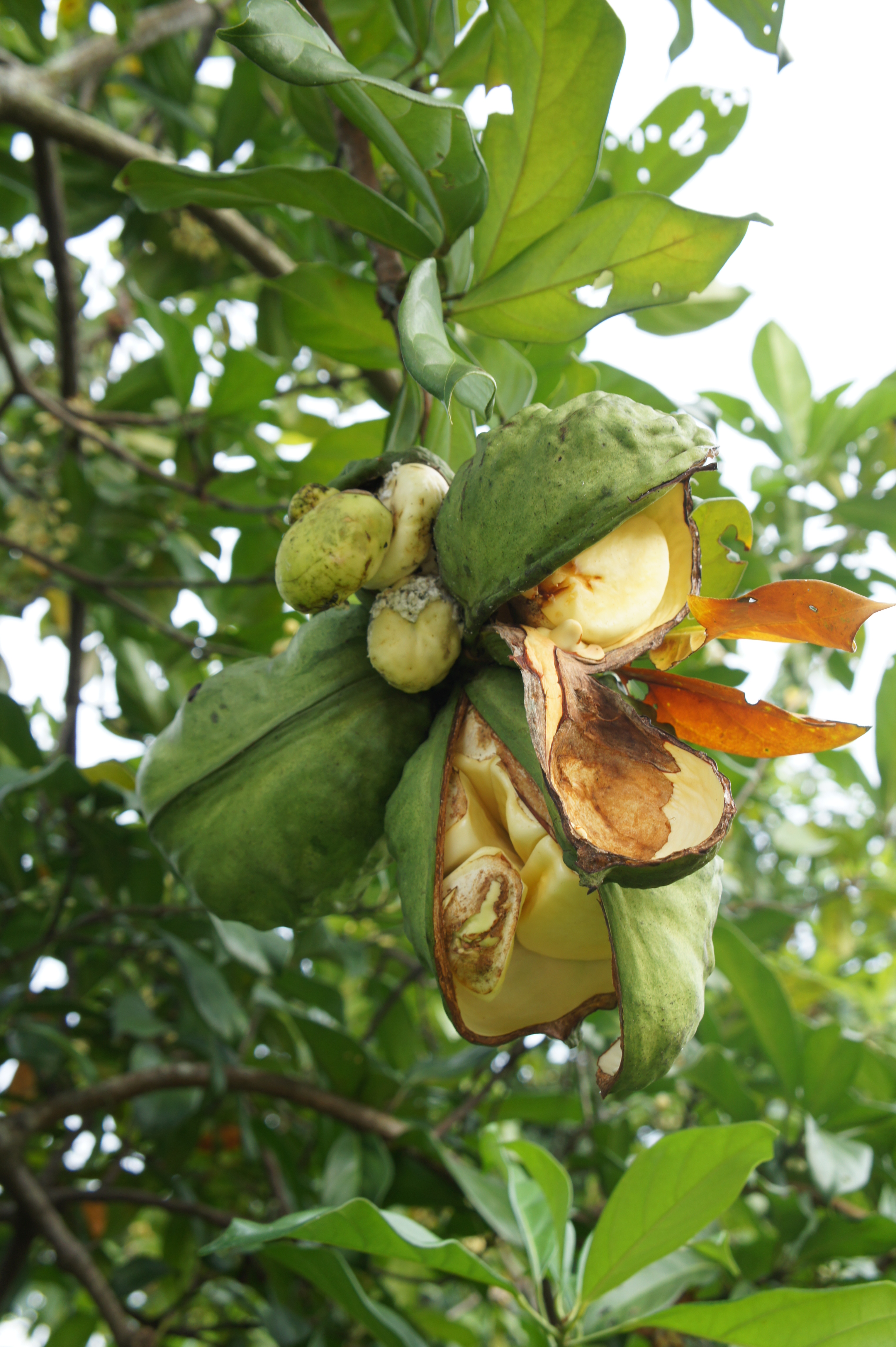
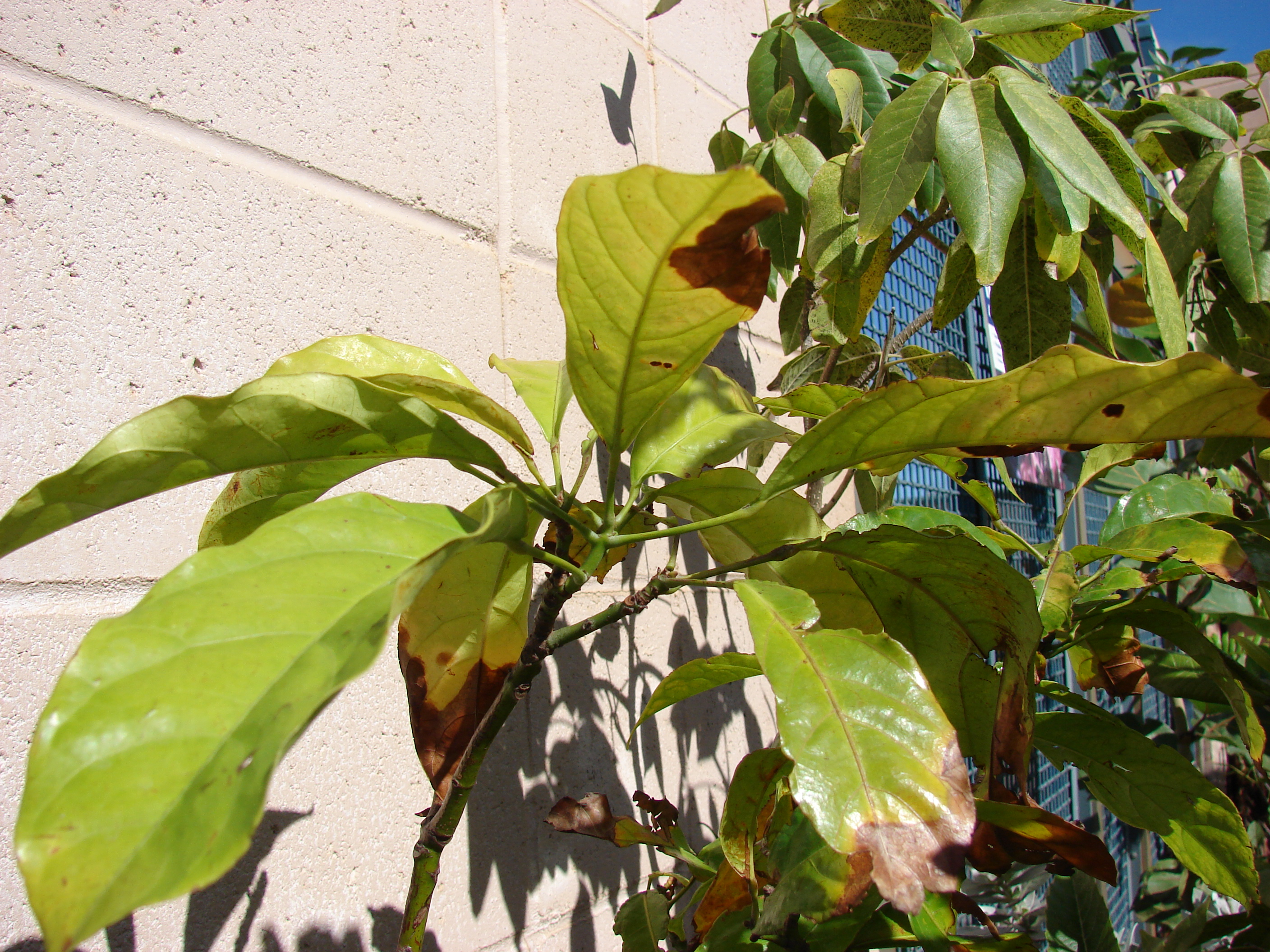